# Anshan Xincun
Anshan Xincun (chiń. 鞍山新村站) – stacja początkowa metra w Szanghaju, na linii 8. Zlokalizowana jest pomiędzy stacjami Jiangpu Lu i Siping Lu. Została otwarta 29 grudnia 2007.